# Pocatello
Pocatello is een plaats (stad) in de Amerikaanse staat Idaho, en valt bestuurlijk gezien onder Bannock County en Power County. De plaats is vernoemd naar Shoshone-opperhoofd Chief Pocatello. In de stad is de hoofdcampus van de Idaho State University gevestigd.

## Demografie
Bij de volkstelling in 2000 werd het aantal inwoners vastgesteld op 51.466.
In 2006 is het aantal inwoners door het United States Census Bureau geschat op 53.932, een stijging van 2466 (4,8%).

## Geografie
Volgens het United States Census Bureau beslaat de plaats een oppervlakte van
73,1 km², geheel bestaande uit land.

## Plaatsen in de nabije omgeving
De onderstaande figuur toont nabijgelegen plaatsen in een straal van 36 km rond Pocatello.

## Geboren
- Colin Joyce (6 augustus 1994), wielrenner